# Europees kampioenschap hockey mannen 2023
De 19e editie van het Europees kampioenschap hockey voor mannen werd van 19 tot en met 27 augustus 2023 gespeeld in het HockeyPark van Mönchengladbach, Duitsland. Tegelijkertijd werd ook het Europees kampioenschap voor vrouwen gespeeld. 
Titelverdediger Nederland won het toernooi door in de finale Engeland met 2-1 te verslaan. België won de bronzen medaille dankzij een 2-0 zege op gastland Duitsland. 
Als winnaar van het toernooi plaatste Nederland zich voor de Olympische Zomerspelen 2024 in Parijs. De overige landenteams zijn aangewezen op de Olympische kwalificatietoernooien in 2024. 

## Kwalificatie
Naast gastland Duitsland hadden de volgende landenteams zich gekwalificeerd: De beste drie teams van het Europees kampioenschap 2021 en de winnaars van de vier Europese kwalificatietoernooien.
| Toernooi                    | Data                | Plaats     | Quota | Gekwalificeerd            |
| --------------------------- | ------------------- | ---------- | ----- | ------------------------- |
| Gastland                    | 14 december 2020    |            | 1     | Duitsland                 |
| Europees kampioenschap 2021 | 4–13 juni 2021      | Amstelveen | 3     | België Engeland Nederland |
| Kwalificatietoernooien      | 17–20 augustus 2022 | Ourense    | 1     | Spanje                    |
| Kwalificatietoernooien      | 23–26 augustus 2022 | Wenen      | 1     | Oostenrijk                |
| Kwalificatietoernooien      | 24–27 augustus 2022 | Calais     | 1     | Frankrijk                 |
| Kwalificatietoernooien      | 24–27 augustus 2022 | Glasgow    | 1     | Wales                     |
| Totaal                      | Totaal              | Totaal     | 8     |                           |

## Groepsfase
Alle tijden zijn lokaal (UTC+2).

### Groep A
| Pos | Team       | Wed | W | G | V | Ptn | DV | DT | +/− | Kwalificatie  |
| --- | ---------- | --- | - | - | - | --- | -- | -- | --- | ------------- |
| 1   | België     | 3   | 3 | 0 | 0 | 9   | 13 | 5  | +8  | Halve finales |
| 2   | Engeland   | 3   | 2 | 0 | 1 | 6   | 10 | 8  | +2  | Halve finales |
| 3   | Spanje     | 3   | 1 | 0 | 2 | 3   | 9  | 9  | 0   |               |
| 4   | Oostenrijk | 3   | 0 | 0 | 3 | 0   | 1  | 11 | −10 |               |

| 20 augustus 2023 10:15                                           |         |            |                                                             |
| Spanje                                                           | 5–0     | Oostenrijk | Scheidsrechters: Michael Dutrieux (BEL) Martin Madden (SCO) |
| González 24' Miralles 26' Vilallonga 27' Menini 33' Basterra 45' | verslag |            | Scheidsrechters: Michael Dutrieux (BEL) Martin Madden (SCO) |

| 20 augustus 2023 12:30    |         |                                                            |                                                       |
| Engeland                  | 3–5     | België                                                     | Scheidsrechters: Erica Porter (IRE) Ben Göntgen (GER) |
| Bandurak 8', 26' Ward 30' | verslag | Ghislain 12' Van Aubel 31', 32' Luypaert 40' Hendrickx 41' | Scheidsrechters: Erica Porter (IRE) Ben Göntgen (GER) |

| 21 augustus 2023 13:15            |         |            |                                                                |
| Engeland                          | 3–0     | Oostenrijk | Scheidsrechters: Laurine Delforge (BEL) Antonio Ilgrande (ITA) |
| Oates 36' Albery 49' Bandurak 57' | verslag |            | Scheidsrechters: Laurine Delforge (BEL) Antonio Ilgrande (ITA) |

| 21 augustus 2023 20:30                                  |         |              |                                                            |
| België                                                  | 5–1     | Spanje       | Scheidsrechters: Sean Edwards (ENG) Jonas van 't Hek (NED) |
| Ghislain 11' Hendrickx 13', 48' Van Aubel 18' Onana 50' | verslag | Basterra 42' | Scheidsrechters: Sean Edwards (ENG) Jonas van 't Hek (NED) |

| 23 augustus 2023 10:00      |         |             |                                                         |
| België                      | 3–1     | Oostenrijk  | Scheidsrechters: Martin Madden (SCO) Alison Keogh (IRE) |
| Hendrickx 5', 15' Onana 25' | verslag | Losonci 25' | Scheidsrechters: Martin Madden (SCO) Alison Keogh (IRE) |

| 23 augustus 2023 12:15                |         |                                           |                                                        |
| Spanje                                | 3–4     | Engeland                                  | Scheidsrechters: Jakub Mejzlík (CZE) Ben Göntgen (GER) |
| Gispert 12' Basterra 35' Miralles 40' | verslag | Bandurak 28' Gall 37' Ward 40' Sorsby 40' | Scheidsrechters: Jakub Mejzlík (CZE) Ben Göntgen (GER) |

### Groep B
| Pos | Team          | Wed | W | G | V | Ptn | DV | DT | +/− | Kwalificatie  |
| --- | ------------- | --- | - | - | - | --- | -- | -- | --- | ------------- |
| 1   | Duitsland (G) | 3   | 2 | 1 | 0 | 7   | 10 | 4  | +6  | Halve finales |
| 2   | Nederland     | 3   | 2 | 0 | 1 | 6   | 14 | 4  | +10 | Halve finales |
| 3   | Frankrijk     | 3   | 1 | 0 | 2 | 3   | 3  | 10 | −7  |               |
| 4   | Wales         | 3   | 0 | 1 | 2 | 1   | 4  | 13 | −9  |               |

| 19 augustus 2023 15:30                              |         |           |                                                                  |
| Nederland                                           | 6–0     | Frankrijk | Scheidsrechters: Michael Gholami-Eilmer (AUT) Sarah Wilson (SCO) |
| Pieters 18', 26' Telgenkamp 23', 33' Bijen 49', 50' | verslag |           | Scheidsrechters: Michael Gholami-Eilmer (AUT) Sarah Wilson (SCO) |

| 19 augustus 2023 18:00                  |         |                                   |                                                           |
| Duitsland                               | 3–3     | Wales                             | Scheidsrechters: Sean Edwards (ENG) Rachel Williams (ENG) |
| Hellwig 25' Windfeder 35' Grambusch 45' | verslag | Pritchard 42', 58' G. Furlong 49' | Scheidsrechters: Sean Edwards (ENG) Rachel Williams (ENG) |

| 21 augustus 2023 15:30 |         |       |                                                           |
| Frankrijk              | 2–0     | Wales | Scheidsrechters: Jakub Mejzlík (CZE) Coen van Bunge (NED) |
| Lockwood 33', 57'      | verslag |       | Scheidsrechters: Jakub Mejzlík (CZE) Coen van Bunge (NED) |

| 21 augustus 2023 18:00           |         |           |                                                        |
| Duitsland                        | 3–0     | Nederland | Scheidsrechters: Dan Barstow (ENG) Martin Madden (SCO) |
| Weigand 2' Wellen 5' Hellwig 28' | verslag |           | Scheidsrechters: Dan Barstow (ENG) Martin Madden (SCO) |

| 23 augustus 2023 17:15                                                          |         |           |                                                                     |
| Nederland                                                                       | 8–1     | Wales     | Scheidsrechters: Antonio Ilgrande (ITA) Céline Martin-Schmets (BEL) |
| Telgenkamp 6', 7' Bijen 25', 47' Pieters 32' Van Dam 43' Croon 46' Brinkman 49' | verslag | Kelly 20' | Scheidsrechters: Antonio Ilgrande (ITA) Céline Martin-Schmets (BEL) |

| 23 augustus 2023 19:30 |         |                                                   |                                                            |
| Frankrijk              | 1–4     | Duitsland                                         | Scheidsrechters: Sean Edwards (ENG) Jonas van 't Hek (NED) |
| Masson 26'             | verslag | Grambusch 24' Windfeder 31' Peillat 39' Prinz 42' | Scheidsrechters: Sean Edwards (ENG) Jonas van 't Hek (NED) |

## Plaatsen 5 tot en met 8
De onderlinge resultaten uit de vorige ronde worden meegenomen.
| Pos | Team       | Wed | W | G | V | Ptn | DV | DT | +/− |
| --- | ---------- | --- | - | - | - | --- | -- | -- | --- |
| 5   | Frankrijk  | 3   | 3 | 0 | 0 | 9   | 8  | 4  | +4  |
| 6   | Spanje     | 3   | 2 | 0 | 1 | 6   | 10 | 5  | +5  |
| 7   | Oostenrijk | 3   | 1 | 0 | 2 | 3   | 7  | 10 | −3  |
| 8   | Wales      | 3   | 0 | 0 | 3 | 0   | 4  | 10 | −6  |

| 25 augustus 2023 9:15                               |         |            |                                                                |
| Oostenrijk                                          | 4–1     | Wales      | Scheidsrechters: Jonas van 't Hek (NED) Michael Dutrieux (BEL) |
| Kaltenböck 8' Winkler 22' Unterkircher 32' Bele 52' | verslag | Furlong 9' | Scheidsrechters: Jonas van 't Hek (NED) Michael Dutrieux (BEL) |

| 25 augustus 2023 11:30 |         |                            |                                                          |
| Spanje                 | 1–2     | Frankrijk                  | Scheidsrechters: Martin Madden (SCO) Jakub Mejzlík (CZE) |
| Iglesias 32'           | verslag | Martin-Brisac 2' Goyet 59' | Scheidsrechters: Martin Madden (SCO) Jakub Mejzlík (CZE) |

| 26 augustus 2023 18:15                        |         |                                        |                                                                    |
| Spanje                                        | 4-3     | Wales                                  | Scheidsrechters: Coen van Bunge (NED) Michael Gholami-Eilmer (AUT) |
| Basterra 34' Cunill 39' Menini 43' Cunill 60' | verslag | Furlong 32' Hutchinson 57' Furlong 58' | Scheidsrechters: Coen van Bunge (NED) Michael Gholami-Eilmer (AUT) |

| 27 augustus 2023 10:00                  |         |                              |                                                                |
| Frankrijk                               | 4–3     | Oostenrijk                   | Scheidsrechters: Michael Dutrieux (BEL) Laurine Delforge (BEL) |
| Tynevez 14', 20', 47' Martin-Brisac 40' | verslag | Körper 5', 23' Thörnblom sc' | Scheidsrechters: Michael Dutrieux (BEL) Laurine Delforge (BEL) |

## Plaatsen 1 tot en met 4
|  | Halve finale   | Halve finale |              |       | Finale | Finale |
|  |                |              |              |       |        |        |
|  | 25 augustus    |              |              |       |        |        |
|  |                |              |              |       |        |        |
|  | België         | 2            |              |       |        |        |
|  | België         | 2            | 27 augustus  |       |        |        |
|  | Nederland      | 3            |              |       |        |        |
|  | Nederland      | 3            | Nederland    | 2     |        |        |
|  | 25 augustus    |              | Nederland    | 2     |        |        |
|  |                | Engeland     | 1            |       |        |        |
|  | Duitsland      | Engeland     | 1            | 0 (4) |        |        |
|  | Duitsland      |              |              | 0 (4) |        |        |
|  | Engeland (PSO) | 0 (5)        |              |       |        |        |
|  | Engeland (PSO) | 0 (5)        | Troostfinale |       |        |        |
|  |                |              |              |       |        |        |
|  | 27 augustus    |              |              |       |        |        |
|  |                |              |              |       |        |        |
|  | België         | 2            |              |       |        |        |
|  | België         | 2            |              |       |        |        |
|  | Duitsland      | 0            |              |       |        |        |

### Halve finales
| 25 augustus 2023 19:00   |         |                                     |                                                      |
| België                   | 2–3     | Nederland                           | Scheidsrechters: Ben Göntgen (GER) Dan Barstow (ENG) |
| Denayer 2' Van Aubel 40' | verslag | De Geus 34' Blok 38' Telgenkamp 57' | Scheidsrechters: Ben Göntgen (GER) Dan Barstow (ENG) |

| 25 augustus 2023 21:15                    |         |                                      |                                                          |
| Duitsland                                 | 0–0     | Engeland                             | Scheidsrechters: Coen van Bunge (NED) Sarah Wilson (SCO) |
|                                           | verslag |                                      | Scheidsrechters: Coen van Bunge (NED) Sarah Wilson (SCO) |
| Shoot-out                                 |         |                                      | Scheidsrechters: Coen van Bunge (NED) Sarah Wilson (SCO) |
| Wellen H. Müller Prinz Große M. Grambusch | 4–5     | Albery Wallace Williamson Roper Ames | Scheidsrechters: Coen van Bunge (NED) Sarah Wilson (SCO) |

#### Troostfinale
| 27 augustus 2023 12:30  |         |           |                                                       |
| België                  | 2–0     | Duitsland | Scheidsrechters: Sean Edwards (ENG) Dan Barstow (ENG) |
| Onana 15' Van Aubel 29' | verslag |           | Scheidsrechters: Sean Edwards (ENG) Dan Barstow (ENG) |

#### Finale
| 27 augustus 2023 15:00      |         |          |                                                       |
| Nederland                   | 2–1     | Engeland | Scheidsrechters: Ben Göntgen (GER) Sarah Wilson (SCO) |
| De Vilder 9' Telgenkamp 37' | verslag | Ward 47' | Scheidsrechters: Ben Göntgen (GER) Sarah Wilson (SCO) |

## Eindrangschikking
| Rank   | Team       |
| ------ | ---------- |
| Goud   | Nederland  |
| Zilver | Engeland   |
| Brons  | België     |
| 4      | Duitsland  |
| 5      | Frankrijk  |
| 6      | Spanje     |
| 7      | Oostenrijk |
| 8      | Wales      |

|  | Gekwalificeerd voor de Olympische Zomerspelen 2024 in Parijs |